# Rehlingen (Dolna Saksonia)
Rehlingen – miejscowość i gmina położona w niemieckim kraju związkowym Dolna Saksonia, w powiecie Lüneburg. Należy do gminy zbiorowej (niem. Samtgemeinde) Amelinghausen.

## Położenie geograficzne
Rehlingen leży ok. 22 km na południowy zachód od Lüneburga.
Od wschodu sąsiaduje z gminą Betzendorf, od północy z gminami Amelinghausen i Soderstorf, od zachodu graniczy z powiatem Heidekreis. Od południa również graniczy z powiatem Heidekreis i powiatem Uelzen. 
Teren gminy leży w centralnej i wschodniej części Pustaci Lüneburskiej. Przez środek gminy płynie z południa na północ Lopau, a na zachodnich krańcach jej lewy dopływ Ehlbeck przez dzielnice gminy Rehrhof i Ehlbeck wpadający do Lopau w dzielnicy Bockum. Gmina jest naznaczona krajobrazem Pustaci Lüneburskiej z lasami, wrzosowiskami i pagórkami; niektóre z nich mają 90 do 100 m n.p.m. np. Eckersberg 92 m, lub Schiffberg 101 (107) m.

## Dzielnice gminy
W skład gminy Rehlingen wchodzą następujące dzielnice: Bockum, Diersbüttel, Ehlbeck, i Rehrhof. 

## Komunikacja
Do autostrady A39 (dawna A250) w Lüneburgu jest ok. 24 km, a do autostrady A7 13 km. Do drogi krajowej B209 można się dostać w dzielnicy Rehrhof.  